# Herb Lubima
Herb Lubima ustanowiony został 20 czerwca 1778 r. Oficjalnie opisuje się go tak: Herb przedstawia tarczę herbową podzieloną na dwie części: Jedną zieloną podzieloną dodatkowo czarną linią na kilka mniejszych kawałków i drugą część srebrną natomiast pośrodku znajduje się rysunek niedźwiedzia, który symbolizuje fakt, że to miasto podlega namiestnictwu jarosławskiemu. Autorem herbu jest adiunkt heraldyki von Enden. 